# Giovanni Andrea Mones
Giovanni Andrea Mones (Casalmaggiore, 1759 – Mantova, 17 marzo 1803) è stato un pittore e architetto italiano attivo principalmente a Casalmaggiore e Mantova.

## Biografia
Nato a Casalmaggiore, fu allievo dell'abate Francesco Antonio Chiozzi a Casalmaggiore. Divenne professore di architettura. Lavorò a Mantova, dipingendo per la basilica di Sant'Andrea e per la corte reale e a Palazzo Guerrieri. Ha progettato e decorato il Teatro di Casalmaggiore. Dipinse una sala nel Casino del marchese Gherardini a Castelnuovo Reggiano. Progettò anche (1790) il Palazzo Pubblico di Casalmaggiore.